# Digital imaging and communications in medicine
Pour les articles homonymes, voir DICOM.
Digital imaging and communications in medicine (en anglais), couramment abrégée DICOM, est un standard pour la gestion informatique des données issues de l'imagerie médicale.

## Objectifs et avantages
Ce standard a été créé en 1985 par l'ACR (American College of Radiology) et la NEMA (National Electric Manufacturers Association) dans le but de standardiser les données transmises entre les différents appareils de radiologie. Ce standard définit un format de fichier mais aussi un protocole de transmission des données (basé sur TCP/IP).
L'objectif du standard DICOM est de faciliter les transferts d'images entre les machines de différents constructeurs. En effet, avant la généralisation de ce format, chaque constructeur de matériel d'imagerie utilisait un format de données propriétaire, entrainant d'importants problèmes de gestion et de maintenance (incompatibilités, coût, perte d'information) dans les établissements de santé.
Le tirage des clichés sur papier argentique n'est plus incontournable, ce qui diminue beaucoup le coût d'une radiographie.
Le suivi médical des patients, surtout en cas de pathologie lourde nécessitant souvent le transfert d'un établissement de santé à un autre en fonction des moyens et compétences disponibles, a directement bénéficié de l'instauration de cette norme. Les images au format DICOM accompagnant les dossiers médicaux sont lisibles sur tout matériel informatique compatible, et rendent obsolète le transport des clichés par les moyens de communications traditionnels, principalement les envois par courrier.

## Organisation du standard
Le standard est découpé en 18 parties modifiées par de nombreux addendums (Correction Items).
| Numéro | Intitulé                                              |
| ------ | ----------------------------------------------------- |
| 1      | Introduction and Overview                             |
| 2      | Conformance                                           |
| 3      | Information Object Definitions                        |
| 4      | Service Class Specifications                          |
| 5      | Data Structures and Encoding                          |
| 6      | Data Dictionary                                       |
| 7      | Message Exchange                                      |
| 8      | Network Communication Support for Message Exchange    |
| 9      | Media Storage and File Format for Data Interchange    |
| 10     | Media Storage Application Profiles                    |
| 11     | Media Formats and Physical Media for Data Interchange |
| 12     | Grayscale Standard Display Function                   |
| 13     | Security Profiles                                     |
| 14     | Content Mapping Resource                              |
| 15     | Explanatory Information                               |
| 16     | Web Access to DICOM Persistent Objects (WADO)         |
| 17     | Application Hosting                                   |
| 18     | Transformation of DICOM to and from HL7 Standard      |

## Format
Contrairement à une pensée fausse très répandue, le format DICOM pour les images n'est pas constitué d'un en-tête suivi de la matrice de pixels. Il s'agit, en fait, d'une suite de champs, les pixels n'étant qu'un champ particulier.
Chaque champ est défini par :
- pour les encodages explicites :
  - étiquette (tag)
  - représentation de valeur (VR - Value Representation) encodée par deux caractères
  - longueur de la valeur
  - valeur
- pour les encodages implicites :
  - étiquette (tag)
  - longueur de la valeur
  - valeur

Une étiquette est constituée de
- numéro de groupe (group number) encodé par deux octets ;
- numéro d'élément (element number) encodé par deux octets.

Elle est représentée sous la forme hexadécimale (DEAD, BEEF) où DEAD est le numéro de groupe et BEEF le numéro d'élément.
Pour plus d'informations, voir la partie 5 du standard.

### Représentations de valeur
Cette table résume les VR possibles. Pour plus d'information, se référer à la partie 5 du standard.
| Représentation de valeur | Signification           |
| ------------------------ | ----------------------- |
| AE                       | Application Entity      |
| AS                       | Age String              |
| AT                       | Attribute Tag           |
| CS                       | Code String             |
| DA                       | Date                    |
| DS                       | Decimal String          |
| DT                       | Date Time               |
| FL                       | Floating Point Single   |
| FD                       | Floating Point Double   |
| IS                       | Integer String          |
| LO                       | Long String             |
| LT                       | Long Text               |
| OB                       | Other Byte String       |
| OD                       | Other Double String     |
| OF                       | Other Float String      |
| OW                       | Other Word String       |
| PN                       | Person Name             |
| SH                       | Short String            |
| SL                       | Signed Long             |
| SQ                       | Sequence of Items       |
| SS                       | Signed Short            |
| ST                       | Short Text              |
| TM                       | Time                    |
| UI                       | Unique Identifier (UID) |
| UL                       | Unsigned Long           |
| UN                       | Unknown                 |
| US                       | Unsigned Short          |
| UT                       | Unlimited Text          |

### Exemples de champs
Cette table présente quelques exemples d'étiquettes disponibles. La liste complète constitue la partie 6 du standard.
| Étiquette   | Représentation de valeur | Intitulé                    |
| ----------- | ------------------------ | --------------------------- |
| (0002,0010) | UI                       | Transfer Syntax UID         |
| (0008,0008) | CS                       | Image Type                  |
| (0008,0016) | UI                       | SOP Class UID               |
| (0008,0018) | UI                       | SOP Instance UID            |
| (0008,0020) | DA                       | Study Date                  |
| (0008,0021) | DA                       | Series Date                 |
| (0008,0022) | DA                       | Acquisition Date            |
| (0008,0030) | TM                       | Study Time                  |
| (0008,0031) | TM                       | Series Time                 |
| (0008,0032) | TM                       | Acquisition Time            |
| (0008,0060) | CS                       | Modality                    |
| (0008,0070) | LO                       | Manufacturer                |
| (0008,0080) | LO                       | Institution Name            |
| (0008,0081) | ST                       | Institution Address         |
| (0008,1010) | SH                       | Station Name                |
| (0008,1030) | LO                       | Study Description           |
| (0008,103E) | LO                       | Series Description          |
| (0008,1090) | LO                       | Manufacturer's Model Name   |
| (0010,0010) | PN                       | Patient’s Name              |
| (0010,0020) | LO                       | Patient ID                  |
| (0010,0030) | DA                       | Patient's Birth Date        |
| (0010,0032) | TM                       | Patient's Birth Time        |
| (0010,0040) | CS                       | Patient's Sex               |
| (0010,1010) | AS                       | Patient's Age               |
| (0018,0015) | CS                       | Body Part Examined          |
| (0018,0022) | CS                       | Scan Options                |
| (0018,0050) | DS                       | Slice Thickness             |
| (0018,0060) | DS                       | KVp                         |
| (0018,0088) | DS                       | Spacing Between Slices      |
| (0018,0090) | DS                       | Data Collection Diameter    |
| (0018,1020) | LO                       | Software Versions(s)        |
| (0018,1030) | LO                       | Protocol Name               |
| (0018,1100) | DS                       | Reconstruction Diameter     |
| (0018,1120) | DS                       | Gantry/Detector Tilt        |
| (0018,1130) | DS                       | Table Height                |
| (0018,1140) | CS                       | Rotation Direction          |
| (0018,1150) | IS                       | Exposure Time               |
| (0018,1151) | IS                       | X-Ray Tube Current          |
| (0018,1152) | IS                       | Exposure                    |
| (0018,1160) | SH                       | Filter Type                 |
| (0018,1170) | IS                       | Generator Power             |
| (0018,1190) | DS                       | Focal Spot(s)               |
| (0018,1200) | DA                       | Date of Last Calibration    |
| (0018,1201) | TM                       | Time of Last Calibration    |
| (0018,1210) | SH                       | Convolution Kernel          |
| (0020,000D) | UI                       | Study Instance UID          |
| (0020,000E) | UI                       | Series Instance UID         |
| (0020,0010) | SH                       | Study ID                    |
| (0020,0011) | IS                       | Series Number               |
| (0020,0013) | IS                       | Image Number                |
| (0020,0032) | DS                       | Image Position (Patient)    |
| (0020,0037) | DS                       | Image Orientation (Patient) |
| (0020,0052) | UI                       | Frame of Reference UID      |
| (0020,1041) | DS                       | Slice Location              |
| (0020,4000) | LT                       | Image Comments              |
| (0028,0002) | US                       | Samples per Pixel           |
| (0028,0004) | CS                       | Photometric Interpretation  |
| (0028,0008) | IS                       | Number of Frames            |
| (0028,0010) | US                       | Rows                        |
| (0028,0011) | US                       | Columns                     |
| (0028,0030) | UN                       | Pixel Spacing (Size)        |
| (0028,0100) | US                       | Bits Allocated              |
| (0028,0101) | US                       | Bits Stored                 |
| (0028,0102) | US                       | High Bit                    |
| (0028,0103) | US                       | Pixel Representation        |
| (0028,0106) | US                       | Smallest Image Pixel Value  |
| (0028,0107) | US                       | Largest Image Pixel Value   |
| (0028,1050) | DS                       | Window Center               |
| (0028,1051) | DS                       | Window Width                |
| (0028,1052) | DS                       | Rescale Intercept           |
| (0028,1053) | DS                       | Rescale Slope               |
| (0028,0301) | CS                       | Burned in Annotation        |

### Liste des modalités supportées
| AS       | Angioscopy (retired)                                 |
| AU       | Audio                                                |
| BI       | Biomagnetic imaging                                  |
| CD       | Color flow Doppler                                   |
| CF       | Cinefluorography (retired, now in RF)                |
| CP       | Culposcopy (retired)                                 |
| CR       | Computed Radiography                                 |
| CS       | Cystoscopy (retired)                                 |
| CT       | Computed Tomography                                  |
| DD       | Duplex Doppler                                       |
| DF       | Digital fluoroscopy (retired, now in RF)             |
| DG       | Diaphanography                                       |
| DM       | Digital microscopy (retired)                         |
| DS       | Digital Subtraction Angiography (retired, now in XA) |
| DX       | Digital Radiography                                  |
| EC       | Echocardiography (retired)                           |
| ECG      | Electrocardiography                                  |
| EPS      | Cardiac Electrophysiology                            |
| ES       | Endoscopy                                            |
| FA       | Fluorescein angiography (retired)                    |
| FS       | Fundoscopy (retired)                                 |
| GM       | General Microscopy                                   |
| HC       | Hard Copy                                            |
| HD       | Hemodynamic Waveform                                 |
| IO       | Intra-oral Radiography                               |
| IVUS     | Intravascular Ultrasound                             |
| LP       | Laparoscopy (retired)                                |
| LS       | Laser surface scan                                   |
| MA       | Magnetic Resonance angiography (retired)             |
| MG       | Mammography                                          |
| MR       | Magnetic Resonance                                   |
| MS       | Magnetic Resonance spectroscopy (retired)            |
| NM       | Nuclear Medicine                                     |
| OP       | Ophthalmic Photography                               |
| OT       | Other                                                |
| PR       | Presentation State                                   |
| PT       | Positron emission tomography (PET)                   |
| PX       | Panoramic X-Ray                                      |
| RF       | Radio Fluoroscopy                                    |
| RG       | Radiographic imaging (conventional film/screen)      |
| RTDOSE   | Radiotherapy Dose                                    |
| RTIMAGE  | Radiotherapy Image                                   |
| RTPLAN   | Radiotherapy Plan                                    |
| RTRECORD | RT Treatment Record                                  |
| RTSTRUCT | Radiotherapy Structure Set                           |
| SM       | Slide Microscopy                                     |
| SMR      | Stereometric Relationship                            |
| SR       | SR Document                                          |
| ST       | Single-photon emission computed tomography (SPECT)   |
| TG       | Thermography                                         |
| US       | Ultrasound                                           |
| VF       | Videofluorography (retired, now in RF)               |
| XA       | X-Ray Angiography                                    |
| XC       | External-camera Photography                          |

Les modalités peuvent récupérer des données démographiques des patients grâce à un DICOM Modality Worklist Server (DMWL).

### SOP class UIDs
DICOM peut être utilisé pour représenter diverses données : examen scanner, ECG, rapport... Cette table liste les types de données supportées :
| SOP Class UID                    | SOP Class Name                                             |
| -------------------------------- | ---------------------------------------------------------- |
| 1.2.840.10008.5.1.1.27           | Stored Print Storage                                       |
| 1.2.840.10008.5.1.1.29           | Hardcopy Grayscale Image Storage                           |
| 1.2.840.10008.5.1.1.30           | Hardcopy Color Image Storage                               |
| 1.2.840.10008.5.1.4.1.1.1        | Computed Radiography Image Storage                         |
| 1.2.840.10008.5.1.4.1.1.1.1      | Digital X-Ray Image Storage - For Presentation             |
| 1.2.840.10008.5.1.4.1.1.1.1.1    | Digital X-Ray Image Storage - For Processing               |
| 1.2.840.10008.5.1.4.1.1.1.2      | Digital Mammography Image Storage - For Presentation       |
| 1.2.840.10008.5.1.4.1.1.1.2.1    | Digital Mammography Image Storage - For Processing         |
| 1.2.840.10008.5.1.4.1.1.1.3      | Digital Intra-oral X-Ray Image Storage - For Presentation  |
| 1.2.840.10008.5.1.4.1.1.1.3.1    | Digital Intra-oral X-Ray Image Storage - For Processing    |
| 1.2.840.10008.5.1.4.1.1.2        | CT Image Storage                                           |
| 1.2.840.10008.5.1.4.1.1.2.1      | Enhanced CT Image Storage                                  |
| 1.2.840.10008.5.1.4.1.1.3.1      | Ultrasound Multi-frame Image Storage                       |
| 1.2.840.10008.5.1.4.1.1.4        | MR Image Storage                                           |
| 1.2.840.10008.5.1.4.1.1.4.1      | Enhanced MR Image Storage                                  |
| 1.2.840.10008.5.1.4.1.1.4.2      | MR Spectroscopy Storage                                    |
| 1.2.840.10008.5.1.4.1.1.6.1      | Ultrasound Image Storage                                   |
| 1.2.840.10008.5.1.4.1.1.7        | Secondary Capture Image Storage                            |
| 1.2.840.10008.5.1.4.1.1.7.1      | Multi-frame Single Bit Secondary Capture Image Storage     |
| 1.2.840.10008.5.1.4.1.1.7.2      | Multi-frame Grayscale Byte Secondary Capture Image Storage |
| 1.2.840.10008.5.1.4.1.1.7.3      | Multi-frame Grayscale Word Secondary Capture Image Storage |
| 1.2.840.10008.5.1.4.1.1.7.4      | Multi-frame True Color Secondary Capture Image Storage     |
| 1.2.840.10008.5.1.4.1.1.8        | Stand-alone Overlay Storage                                |
| 1.2.840.10008.5.1.4.1.1.9        | Stand-alone Curve Storage                                  |
| 1.2.840.10008.5.1.4.1.1.9.1.1    | 12-lead ECG Waveform Storage                               |
| 1.2.840.10008.5.1.4.1.1.9.1.2    | General ECG Waveform Storage                               |
| 1.2.840.10008.5.1.4.1.1.9.1.3    | Ambulatory ECG Waveform Storage                            |
| 1.2.840.10008.5.1.4.1.1.9.2.1    | Hemodynamic Waveform Storage                               |
| 1.2.840.10008.5.1.4.1.1.9.3.1    | Cardiac Electrophysiology Waveform Storage                 |
| 1.2.840.10008.5.1.4.1.1.9.4.1    | Basic Voice Audio Waveform Storage                         |
| 1.2.840.10008.5.1.4.1.1.10       | Stand-alone Modality LUT Storage                           |
| 1.2.840.10008.5.1.4.1.1.11       | Stand-alone VOI LUT Storage                                |
| 1.2.840.10008.5.1.4.1.1.11.1     | Grayscale Softcopy Presentation State Storage              |
| 1.2.840.10008.5.1.4.1.1.11.2     | Color Softcopy Presentation State Storage SOP Class        |
| 1.2.840.10008.5.1.4.1.1.11.3     | Pseudocolor Softcopy Presentation Stage Storage SOP Class  |
| 1.2.840.10008.5.1.4.1.1.11.4     | Blending Softcopy Presentation State Storage SOP Class     |
| 1.2.840.10008.5.1.4.1.1.12.1     | X-Ray Angiographic Image Storage                           |
| 1.2.840.10008.5.1.4.1.1.12.2     | X-Ray Radiofluoroscopic Image Storage                      |
| 1.2.840.10008.5.1.4.1.1.20       | Nuclear Medicine Image Storage                             |
| 1.2.840.10008.5.1.4.1.1.66       | Raw Data Storage                                           |
| 1.2.840.10008.5.1.4.1.1.66.1     | Spatial Registration Storage                               |
| 1.2.840.10008.5.1.4.1.1.66.2     | Spatial Fiducials Storage                                  |
| 1.2.840.10008.5.1.4.1.1.77.1.1   | VL Endoscopic Image Storage                                |
| 1.2.840.10008.5.1.4.1.1.77.1.1.1 | Video Endoscopic Image Storage                             |
| 1.2.840.10008.5.1.4.1.1.77.1.2   | VL Microscopic Image Storage                               |
| 1.2.840.10008.5.1.4.1.1.77.1.2.1 | Video Microscopic Image Storage                            |
| 1.2.840.10008.5.1.4.1.1.77.1.3   | VL Slide-Coordinates Microscopic Image Storage             |
| 1.2.840.10008.5.1.4.1.1.77.1.4   | VL Photographic Image Storage                              |
| 1.2.840.10008.5.1.4.1.1.77.1.4.1 | Video Photographic Image Storage                           |
| 1.2.840.10008.5.1.4.1.1.77.1.5.1 | Ophthalmic Photography 8 Bit Image Storage                 |
| 1.2.840.10008.5.1.4.1.1.77.1.5.2 | Ophthalmic Photography 16 Bit Image Storage                |
| 1.2.840.10008.5.1.4.1.1.77.1.5.3 | Stereometric Relationship Storage                          |
| 1.2.840.10008.5.1.4.1.1.88.11    | Basic Text SR                                              |
| 1.2.840.10008.5.1.4.1.1.88.22    | Enhanced SR                                                |
| 1.2.840.10008.5.1.4.1.1.88.33    | Comprehensive SR                                           |
| 1.2.840.10008.5.1.4.1.1.88.40    | Procedure Log                                              |
| 1.2.840.10008.5.1.4.1.1.88.50    | Mammography CAD SR                                         |
| 1.2.840.10008.5.1.4.1.1.88.59    | Key Object Selection                                       |
| 1.2.840.10008.5.1.4.1.1.88.65    | Chest CAD SR                                               |
| 1.2.840.10008.5.1.4.1.1.88.67    | X-Ray Radiation Dose SR                                    |
| 1.2.840.10008.5.1.4.1.1.88.69    | Colon CAD SR                                               |
| 1.2.840.10008.5.1.4.1.1.88.70    | Implantation Plan SR Document                              |
| 1.2.840.10008.5.1.4.1.1.128      | Positron Emission Tomography Image Storage                 |
| 1.2.840.10008.5.1.4.1.1.129      | Standalone PET Curve Storage                               |
| 1.2.840.10008.5.1.4.1.1.481.1    | RT Image Storage                                           |
| 1.2.840.10008.5.1.4.1.1.481.2    | RT Dose Storage                                            |
| 1.2.840.10008.5.1.4.1.1.481.3    | RT Structure Set Storage                                   |
| 1.2.840.10008.5.1.4.1.1.481.4    | RT Beams Treatment Record Storage                          |
| 1.2.840.10008.5.1.4.1.1.481.5    | RT Plan Storage                                            |
| 1.2.840.10008.5.1.4.1.1.481.6    | RT Brachy Treatment Record Storage                         |
| 1.2.840.10008.5.1.4.1.1.481.7    | RT Treatment Summary Record Storage                        |

Certains constructeurs de matériel médical ont défini leur propre SOP Class UID, pour désigner un type d'image particulier.
Ces classes ne sont donc pas définies dans le standard DICOM, mais sont publiées dans le DICOM Conformence Statement, fourni par le fabricant.
Voici une liste non exhaustive de Private SOP Class UID :
| Constructeur/Fabricant | Private SOP Class UID         | Private SOP Class Name             |
| ---------------------- | ----------------------------- | ---------------------------------- |
| Philips                | 1.3.46.670589.5.0.1.1         | 3D Volume Storage                  |
| Philips                | 1.3.46.670589.5.0.2.1         | 3D Object                          |
| Philips                | 1.3.46.670589.5.0.3.1         | 3D Volume Storage                  |
| Philips                | 1.3.46.670589.5.0.8.1         | Cardio Image Storag                |
| Philips                | 1.3.46.670589.5.0.9           | CT Synthetic Image Storage         |
| Fujifilm               | 1.2.392.200036.9125.1.1.2     | Fuji CR Image Storage              |
| GE                     | 1.2.840.113619.4.3            | GE Dicom CT Image Info Object      |
| GE                     | 1.2.840.113619.4.4            | GE Dicom Display Image Info Object |
| Toshiba                | 1.2.392.200036.9116.7.8.1.1.1 | Toshiba US Image Storage           |

### Syntaxes de transfert
Les données DICOM peuvent être encodées de diverses façons :
- little endian ou big endian
- explicit ou implicite
- compressées ou non

Cette table liste les encodages (aussi appelés syntaxes de transfert) possibles.
| UID                     | syntaxe de transfert |
| ----------------------- | --- |
| 1.2.840.10008.1.2       | Implicit VR Little Endian: Default Transfer Syntax for DICOM                                                                                          |
| 1.2.840.10008.1.2.1     | Explicit VR Little Endian |
| 1.2.840.10008.1.2.1.99  | Deflated Explicit VR Little Endian |
| 1.2.840.10008.1.2.2     | Explicit VR Big Endian |
| 1.2.840.10008.1.2.4.50  | JPEG Baseline (Process 1): Default Transfer Syntax for Lossy JPEG 8 Bit Image Compression                                                             |
| 1.2.840.10008.1.2.4.51  | JPEG Extended (Process 2 & 4): Default Transfer Syntax for Lossy JPEG 12 Bit Image Compression (Process 4 only)                                       |
| 1.2.840.10008.1.2.4.52  | JPEG Extended (Process 3 & 5) (Retired) |
| 1.2.840.10008.1.2.4.53  | JPEG Spectral Selection, Non-Hierarchical (Process 6 & 8) (Retired)                                                                                   |
| 1.2.840.10008.1.2.4.54  | JPEG Spectral Selection, Non-Hierarchical (Process 7 & 9 )(Retired)                                                                                   |
| 1.2.840.10008.1.2.4.55  | JPEG Full Progression, Non-Hierarchical (Process 10 & 12) (Retired)                                                                                   |
| 1.2.840.10008.1.2.4.56  | JPEG Full Progression, Non-Hierarchical (Process 11 & 13) (Retired)                                                                                   |
| 1.2.840.10008.1.2.4.57  | JPEG Lossless, Non-Hierarchical (Process 14) |
| 1.2.840.10008.1.2.4.58  | JPEG Lossless, Non-Hierarchical (Process 15) (Retired)                                                                                                |
| 1.2.840.10008.1.2.4.59  | JPEG Extended, Hierarchical (Process 16 & 18) (Retired)                                                                                               |
| 1.2.840.10008.1.2.4.60  | JPEG Extended, Hierarchical (Process 17 & 19) (Retired)                                                                                               |
| 1.2.840.10008.1.2.4.61  | JPEG Spectral Selection, Hierarchical (Process 20 & 22) (Retired)                                                                                     |
| 1.2.840.10008.1.2.4.62  | JPEG Spectral Selection, Hierarchical (Process 21 & 23) (Retired)                                                                                     |
| 1.2.840.10008.1.2.4.63  | JPEG Full Progression, Hierarchical (Process 24 & 26) (Retired)                                                                                       |
| 1.2.840.10008.1.2.4.64  | JPEG Full Progression, Hierarchical (Process 25 & 27) (Retired)                                                                                       |
| 1.2.840.10008.1.2.4.65  | JPEG Lossless, Hierarchical (Process 28) (Retired) |
| 1.2.840.10008.1.2.4.66  | JPEG Lossless, Hierarchical (Process 29) (Retired) |
| 1.2.840.10008.1.2.4.70  | JPEG Lossless, Non-Hierarchical, First-Order Prediction (Process 14 [Selection Value 1]): Default Transfer Syntax for Lossless JPEG Image Compression |
| 1.2.840.10008.1.2.4.80  | JPEG-LS Lossless Image Compression |
| 1.2.840.10008.1.2.4.81  | JPEG-LS Lossy (Near-Lossless) Image Compression |
| 1.2.840.10008.1.2.4.90  | JPEG 2000 Image Compression (Lossless Only) |
| 1.2.840.10008.1.2.4.91  | JPEG 2000 Image Compression |
| 1.2.840.10008.1.2.4.92  | JPEG 2000 Part 2 Multicomponent Image Compression (Lossless Only)                                                                                     |
| 1.2.840.10008.1.2.4.93  | JPEG 2000 Part 2 Multicomponent Image Compression |
| 1.2.840.10008.1.2.4.100 | MPEG2 Main Profile @ Main Level |
| 1.2.840.10008.1.2.4.101 | MPEG2 Main Profile @ High Level |
| 1.2.840.10008.1.2.4.102 | MPEG4 AVC/H.264 High Profile / Level 4.1 |
| 1.2.840.10008.1.2.4.103 | MPEG4 AVC/H.264 BD compatible High Profile / Level 4.1                                                                                                |
| 1.2.840.10008.1.2.5     | RLE Lossless |